# 三河吉野朝
三河吉野朝（みかわよしのちょう）は、南北朝時代に南朝第96代後醍醐天皇から後村上天皇、長慶天皇、後亀山天皇にいたる57年間の都が大和吉野朝のみでなく、三河国（愛知県東三河地方）にもあったとする説である。

## 新都建設を決定「興国」と改元
三河吉野朝の建都計画は、延元4年（1339年）8月16日、後醍醐天皇崩御後、義良親王が大和吉野朝で践祚すると、南朝の宮廷は、京都の武家方に対抗しうる新たな国都を建設するという決意を込め、翌延元5年（1340年）4月28日、「興国」と改元し、三州宝飯郡御津府（愛知県豊川市御津町）に新都建設を決した。
三河吉野朝の新都を定めるに当たって、南朝宮廷（北畠親房）は、卜占の結果、熊野本宮と伊勢神宮との串呂線上に、⛩廟社神明宮（蒲郡市大塚町）、後醍醐天皇副陵・天皇山（蒲郡市相良町）を建立し、その串呂東方にある三州宝飯郡御津府（現・愛知県豊川市御津町御馬長床）に新都を建設することとした。

## 新都建設の時期と場所
北畠親房が幼帝後村上天皇を補佐して、新宮殿建設中は三河多賀の里（蒲郡市相良町）を行宮とし、完成後は御津府御所（御津町御馬長床、御津町下佐脇御所）に居住した。この三河多賀の里行在中の興国3年（1342年）8月13日に寛成親王が天皇山明澄院（現・豊川市御油町西沢の御油神社）で降誕し、皇子降誕を記念して行宮近くに丹野（蒲郡市相良町）の地名が付けられた。

## 三河吉野朝の遺蹟
三河吉野朝の新都が存在したと伝承される「愛知県豊川市御津町御馬長床」周辺には、「都」「都橋」「御所」「御所宮」「剣(つるぎ)」「加美(かがみ)」「玉袋」「玉袋橋」「御馬」「膳田」「天神」「神場」「楠木」などの地名が残っている。これまで地元では「御津」「御所」「御所宮」等の地名は、持統上皇東三河御幸の聖蹟と言われてきたが、南朝史学会の藤原石山は、「御津」「御所」「御所宮」等の地名が持統上皇の聖蹟なら三種の神器の渡御を表わす「剣(つるぎ)」「加美(かがみ)」「玉袋」「玉袋橋」などの地名があるのは説明がつかない

## 松良親王の春宮（玉川）御所
嵯峨（春興院）や若宮は、松良親王が長慶天皇の春宮（皇太子）であった事に由来する名前で、松良親王は玉川御所の春興殿（東宮殿）に住み、この附近を嵯峨御所（春興殿）と称しその近くには、長慶天皇や松良親王に近侍した青木和田尉盛勝の和田城があった。

## 三河吉野朝の終焉
三河吉野朝の終焉は、最終的には明徳の和約が成立した元中9年/明徳3年10月27日（ユリウス暦1392年11月12日）ということになるが、実質的には天授5年（1379年）秋から天授6年（1380年）の春に掛けて行われた武家方の攻撃による。
青木文献によると、天授5年（1379年）9月20日、長慶院法皇が崩御したと記録されている。